# تونبرغاوات
التونبرغاوات (الاسم العلمي: Thunbergioideae) هي أسرة من النباتات تتبع الفصيلة الأقنتية من رتبة الشفويات.

## تصنيف التونبرغاوات
- التونبرغاوية
  - التونبرغية
- المندونكاوية
  - المندونكية